# Krzysztof Skarbek (zm. 1706)
Krzysztof Skarbek herbu Abdank (zm. w 1706 roku) – kasztelan halicki w latach 1693–1703, sędzia ziemski halicki w latach 1679–1690, podsędek halicki w latach 1671–1676, podwojewodzi krakowski w 1681 roku, porucznik znaku husarskiego wojewody Jędrzeja Potockiego, sędzia żydowski, porucznik husarii armii koronnej w wyprawie mołdawskiej 1686 roku. Brał Udział w Odsieczy Wiedeńskiej.
Poseł na sejm koronacyjny 1676 roku z ziemi halickiej. Poseł ziemi halickiej na sejm grodzieński 1678–1679 roku na sejm 1685 roku i sejm 1688/1689 roku. Sędzia kapturowy ziemi halickiej w 1696 roku. Po zerwanym sejmie konwokacyjnym 1696 roku przystąpił 28 września 1696 roku do konfederacji generalnej. W 1698 w trakcie bitwy pod Podhajcami dowodził lewym skrzydłem drugiego rzutu.
Był elektorem Augusta II Mocnego z ziemi halickiej w 1697 roku, jako deputat z Senatu podpisał jego pacta conventa.